# Mordellistena masoni
Mordellistena masoni är en skalbaggsart som beskrevs av Liljeblad 1918. Mordellistena masoni ingår i släktet Mordellistena och familjen tornbaggar. Inga underarter finns listade i Catalogue of Life.